# Magdalena Olszewska
Magdalena Olszewska, znana także jako Magdalena Mikołajczak i Magda Sroga-Mikołajczak – polska prezenterka telewizyjna i dziennikarka.

## Życiorys
Początkowo pracowała jako nauczycielka języka polskiego w III Liceum Ogólnokształcącym im. gen. Józefa Sowińskiego w Warszawie. Pracę w Telewizji Polskiej rozpoczęła od 1991 roku (z przerwą od stycznia do września 2016), zaczynając od prowadzenia Teleexpressu, później prezentowała również Panoramę w TVP2. W latach 1993–2003 była jedną z prowadzących programu Kawa czy herbata?. Pracowała także jako prezenterka w działach oprawy najpierw telewizyjnej Dwójki, później telewizyjnej Jedynki. Przygotowywała także program poświęcony rynkowi pracy - Bez etatu. W 2005 roku razem z Tomaszem Kammelem prowadziła pierwszy reality show w TVP – Miasto marzeń a także była gospodynią magazynu katolickiego Między ziemią a niebem. Od stycznia do września 2016 prowadziła Pogodny poranek w Radiu Pogoda. Ma na koncie także epizodyczne role w kilku filmach i serialach.
Wraz z Bernadettą Machałą-Krzemińską założyła spółkę Stavka, która zajmowała się przeprowadzaniem castingów do filmów, seriali oraz reklam.

## Życie prywatne
Jest żoną scenarzysty Olafa Olszewskiego.

## Filmografia[1]
- 1988: Dekalog I − dziennikarka przeprowadzająca wywiad z dyrektorem szkoły
- 1991: Koniec gry − w roli samej siebie
- 1992: Żegnaj Rockefeller − dziennikarka TV
- 1993: Goodbye Rockefeller − dziennikarka TV rozmawiająca na Okęciu z Namolnym
- 1999: Klan − w roli samej siebie (odc. 291)
- 2006-2009: Plebania − dziennikarka TV